# Сова, Татьяна Николаевна
Татьяна Николаевна Сова (укр. Тетяна Миколаївна Сова, в девичестве — Рыжко (укр. Ріжко), род. 14 февраля 1998) — украинская спортсменка, борец вольного стиля, чемпион Европы 2022 года (Будпапешт), серебряный призёр чемпионата Европы 2021 (Варшава) и 2024 года, бронзовый призер чемпионата Европы 2023 года (Загреб), победитель индивидуального Кубка мира 2020 года.

## Биография
На международных соревнованиях выступает с 2013 года. Чемпионка Европы среди кадетов 2013 года. Призёр чемпионатов мира среди юниоров и кадетов. 
На чемпионате мира среди спортсменов не старше 23-х лет в 2018 году в городе Трнаве, в весовой категории до 59 кг, завоевала бронзовую медаль.
В декабре 2020 года на индивидуальном Кубке мира по борьбе 2020 года в сербской столице, в весовой категории до 65 кг Татьяна в схватке за золотую медаль победила спортсменку из Молдавии Ирину Рынгач и завоевала золотую медаль. Это первый наивысший успех украинской спортсменке во взрослых соревнованиях по борьбе. 
На чемпионате Европы 2021 года, который проходил в апреле в Варшаве, в весовой категории до 65 кг, украинская спортсменка завоевала серебряную медаль, на этот раз уступив в финале Ирине Рынгач.